# Melissa Dilber
Melissa Dilber (* 7. Oktober 1997 in Ankara) ist eine türkische Schauspielerin.

## Leben und Karriere
Dilber wurde am 7. Oktober 1997 in
Ankara geboren. Nach ihren Schulabschluss zog sie nach New York City und studierte an der Stella Adler Studio of Acting. Sie studierte an der Stella Adler Studio of Acting in New York. Ihr Debüt gab sie 2022 in der Netflixserie Manno-Pause. Anschließend war sie in Wreck zu sehen. Außerdem trat sie 2024 ib dem Film Aşk Filmi auf. Im selben Jahr wurde sie für die Serie I'm Pregnant, Who's Daddy? gecastet. Unter anderem bekam Dilber in Paranormal Cuma eine Hauptrolle.

## Filmografie
Filme
- 2024: Aşk Filmi
- 2024: Paranormal Cuma

Serien
- 2022: Manno-Pause
- 2022–2024: Wreck
- 2024: I'm Pregnant, Who's Daddy?